# Goodbye and Hello
| Recensione     | Giudizio |
| -------------- | -------- |
| AllMusic       |          |
| Piero Scaruffi | 7,5/10   |

Goodbye and Hello è il secondo album discografico del cantante rock statunitense Tim Buckley, pubblicato nell'agosto del 1967 dalla Elektra Records.
È l'album che lo ha fatto conoscere al grande pubblico. Ispirato dal capolavoro di Bob Dylan Blonde on Blonde è composto da brani scritti assieme a Larry Beckett.
Tra i brani dell'album oltre ai singoli Morning Glory/Once I Was e Pleasant Street/Carnival Song si segnalano Phantasmagoria in Two, considerata dal critico Piero Scaruffi la più bella canzone d'amore di tutti i tempi. e Goodbye and Hello, la suite che dà il titolo all'album.

## Tracce
Lato A
1. No Man Can Find the War – 2:58 (Larry Beckett, Tim Buckley)
2. Carnival Song – 3:10 (Tim Buckley)
3. Pleasant Street – 5:15 (Tim Buckley)
4. Hallucinations – 4:55 (Larry Beckett, Tim Buckley)
5. I Never Asked to Be Your Mountain – 6:02 (Tim Buckley)

Durata totale: 22:20
Lato B
1. Once I Was – 3:22 (Tim Buckley)
2. Phantasmagoria in Two – 3:29 (Tim Buckley)
3. Knight-Errant – 2:00 (Larry Beckett, Tim Buckley)
4. Goodbye and Hello – 8:38 (Larry Beckett, Tim Buckley)
5. Morning Glory – 2:52 (Larry Beckett, Tim Buckley)

Durata totale: 20:21

## Musicisti
- Tim Buckley - voce, chitarra a sei e a dodici corde, chitarra bottleneck, kalimba, vibrafono
- Lee Underwood - chitarra solista
- John Forsha - chitarra
- Brian Hartzler - chitarra
- Jim Fielder - basso
- Jimmy Bond - basso
- Don Randi - pianoforte, harmonium, clavicembalo
- Jerry Yester - organo, pianoforte, harmonium
- Eddie Hoh - batteria
- Carter C.C. Collins - congas, percussioni
- Dave Guard - kalimba, tamburello
- Jerry Yester - direttore di registrazione
- Jac Holzman - supervisore alla produzione, produttore
- Bruce Botnick - missaggio